# ۲۹۰ (عدد)
۲۹۰ (عدد)یک عدد طبیعی است که بعد از ۲۸۹ و قبل از ۲۹۱ قرار دارد.